# Aprilia (Hersteller von Motorradzubehör)
Aprilia war ein italienischer Hersteller von elektrischen Komponenten und Zubehörteilen für Mopeds und Motorräder. Das Unternehmen war hauptsächlich in den 1960er und 1970er Jahren aktiv und produzierte unter anderem Scheinwerfer, Rücklichter, Schalter und andere elektrische Bauteile. Es bestand keine Verbindung zum gleichnamigen Motorradhersteller Aprilia, der 1945 gegründet wurde und heute Teil der Piaggio-Gruppe ist. Aprilia stammt möglicherweise aus der Industriestadt Aprilia in der Nähe von Rom.

## Geschichte
Die Firma Aprilia spezialisierte sich auf elektrische Zubehörteile, die in einer Vielzahl von europäischen Motorräder, Kleinkrafträdern und Mopeds verbaut wurden. Zu den bekanntesten Abnehmern gehörten unter anderem die italienischen Marken Benelli, Ducati, Garelli, Italjet, und Testi. 
Das Unternehmen entwickelte unter anderem standardisierte Scheinwerfer und Lenkerschalter, wie etwa den Modelltyp „Aprilia 8109“, der in vielen Fahrzeugen der 1970er Jahre zum Einsatz kam. Auf zahlreichen Bauteilen aus der Zeit um 1970 ist als Markensymbol ein stilisierter Windhund (Greyhound) zu sehen. Dieses Markenzeichen diente zur Unterscheidung von gleichartigen Produkten anderer Hersteller wie CEV oder Grabor. Das Windhund-Logo erschien 1972 erstmals auf einem Scheinwerfer einer Ducati 750 GT.

## Produkte
Typische Produkte von Aprilia waren:
- Scheinwerfer (Frontscheinwerfer mit integrierter Elektrik)
- Rücklichter und Blinker
- Kippschalter und kombinierte Lenkerschalter
- Elektrische Verbindungselemente